# Commodore PET

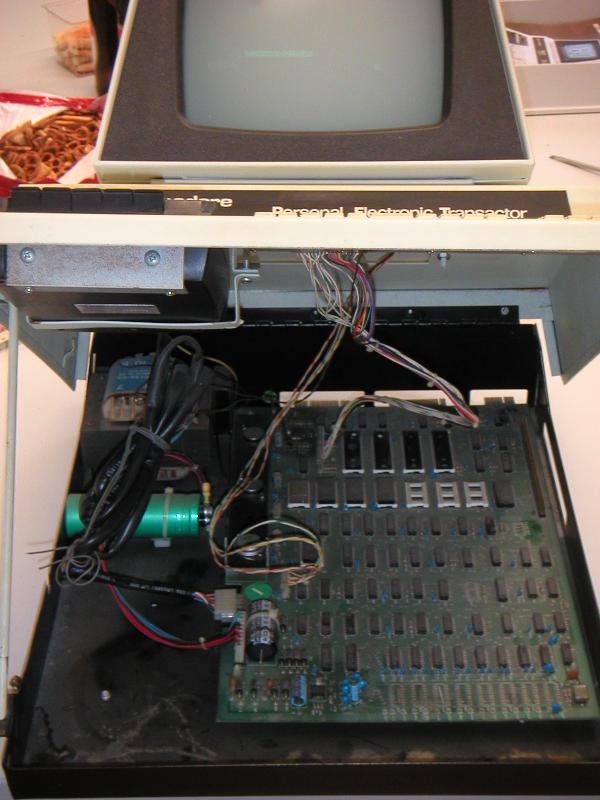
Interiör i PET 2001

Commodore PET (Personal Electronic Transactor) är en 8-bitars hem- och persondator från Commodore tillverkad från 1977. PET konstruerades till stor del av Chuck Peddle (som skapat KIM-1), på ägaren Jack Tramiels uppdrag och var den första kompletta datorn från Commodore, och samtida med Apple II och TRS-80. PET var maskinen som lade grunden till den tidigare kalkylatorfabrikanten Commodores framgångar under 1980-talet, med bland andra hemdatorer såsom "fenomenet" Commodore 64, Amiga 500 och även PC-datorer. I början använde Commodore som reklamslogan "The age of the Personal Computer", "Persondatorns era", för att beskriva datorrevolutionen som de ansåg att PET medförde. Tidigare hade databehandling i praktiken bara varit tillgänglig via terminal ansluten till en gemensam stordator eller minidator.
Commodore PET var i princip den första persondatorn på den svenska marknaden. Den introducerades i Sverige hösten 1977 av importören Janic. 1978 tog Datatronic över importen. År 1979 var Commodore PET den näst största persondatorn på den svenska marknaden, som dominerades av ABC 80.

## Uppbyggnad av PET 2001

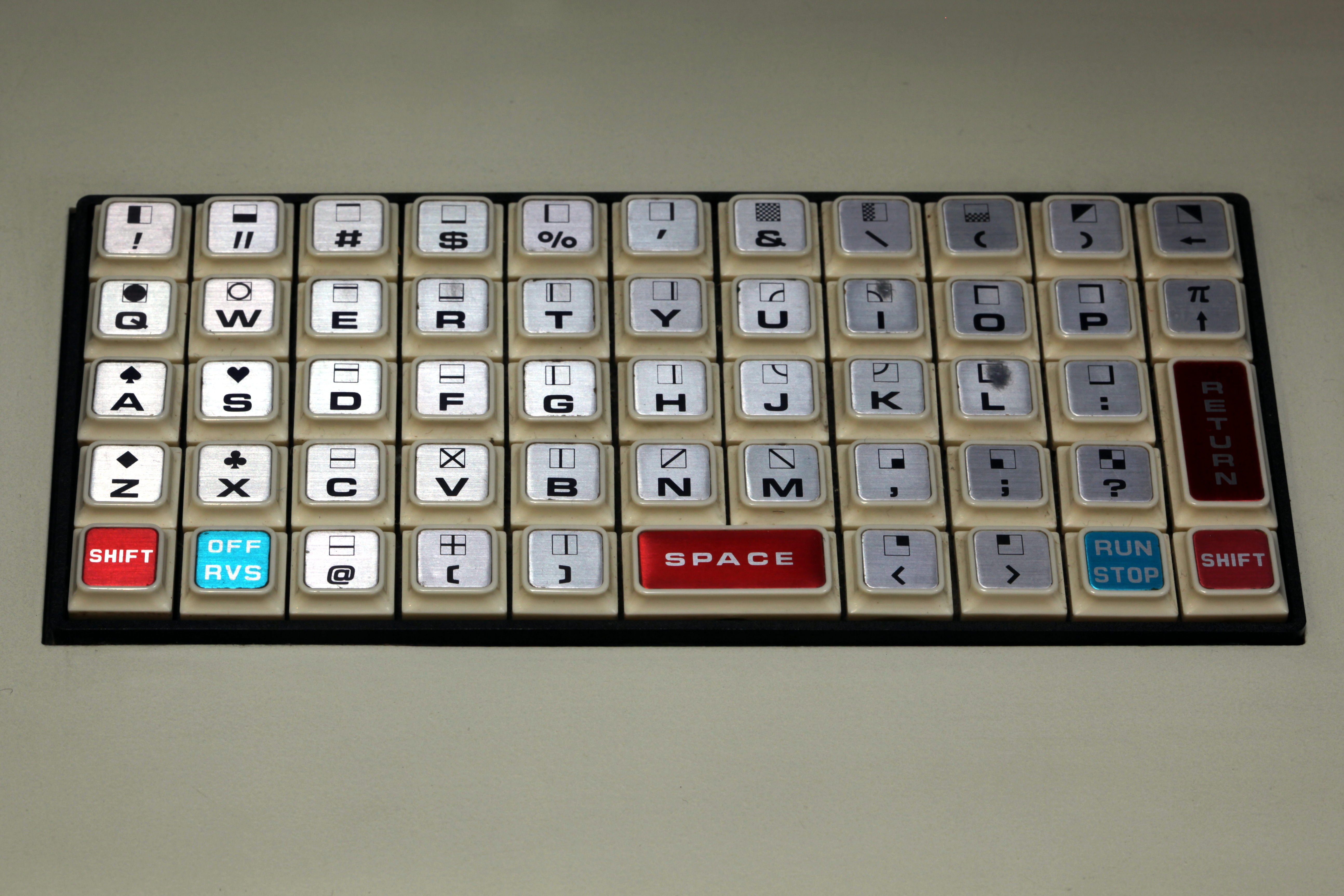
Tangentbordet på PET 2001

Datorn var en enda enhet där all elektronik fanns på ett kretskort (likt enkortsdator), och tangentbord och 9-tums monokrom bildskärm (40 × 25 tecken à 8 × 8 px) var integrerade i datorns 42 cm breda metallhölje. Den var "färdig att använda från lådan" till kontorsanvändning, till skillnad från datorbyggsatserna som var vanliga på 1970-talet. Mikroprocessorn 6502 (från dotterbolaget MOS) användes tillsammans med ROM, RAM och ett flertal gränssnittskretsar av standardtyp, såsom RS232. I den enklaste modellen fanns 4 KiB uppgraderingsbart arbetsminne, och PET 2001-8 hade 8 KiB. Sedan kom modellerna PET2001-N8, -N16 respektive -N32 med upp till 32 KiB minne installerat, kombinerat med större tangentbord. Punktstyrd grafik fanns inte, men speciella grafiska tecken för att kombinera till teckengrafik, vilket användes till många spel, och från början marknadsfördes datorn som en "allt-i-ett-dator", för både hem och proffsbruk, spel och avancerade beräkningar och databaser. Teckentabells-ROM kunde ersättas med ett eget EPROM med valfria tecken, exempelvis matematiska symboler. Som standard fanns 64 ASCII-tecken med versaler och gemena och ett andra skiftläge med fler grafiska tecken, se PETSCII. Så småningom, 1982, släppte Commodore ett expansionskort för färggrafik, baserat på Thomson EF936x.
Den modell som visas till höger är PET 2001, som hade en inbyggd kassettbandspelare, typ Datasette, för inläsning och säkerhetskopiering. Data på bandet lagrades enligt Kansas City Standard och möjliggjorde distribution av BASIC-program. Datorns operativsystem i ROM var integrerat med den egna BASIC-tolken (Commodore-BASIC), som Microsoft inofficiellt medverkat med.
BASIC-programmering och -kommandon var det normala sättet för användare att ge instruktioner till datorn, och PET beskrevs som "användarvänlig". Även andra programmeringsspråk kunde användas med speciell programvara eller manuell maskinkodsprogrammering. Behandlade data kunde lagras på kassett, och 1978 kom även möjlighet att ansluta diskettstation, med stöd för Commodore DOS i OS 2.0, men DOS kördes internt i diskenheten. Även den första IBM PCn, modell PC-G från 1981, hade bandspelaranslutning och diskettstation fanns inte i alla IBM-modeller. Commodore PET använde sig av IEEE-488 för att kommunicera med externa enheter, som till exempel diskettstation och skrivare, men användes även ofta med professionella laboratorieinstrument, såsom spektrumanalysator, och med många enheter på samma port.
En kort tid efter introduktionen kostade PET med 4 KiB 595 USD, och med 8 KiB 795 USD, medan andra datorer som användes professionellt för liknande tillämpningar brukade kosta minst 10 gånger mera. Matematikpaket såldes för 32 USD och spelpaket för 11 USD, bland mycket annat.

## Efterföljare

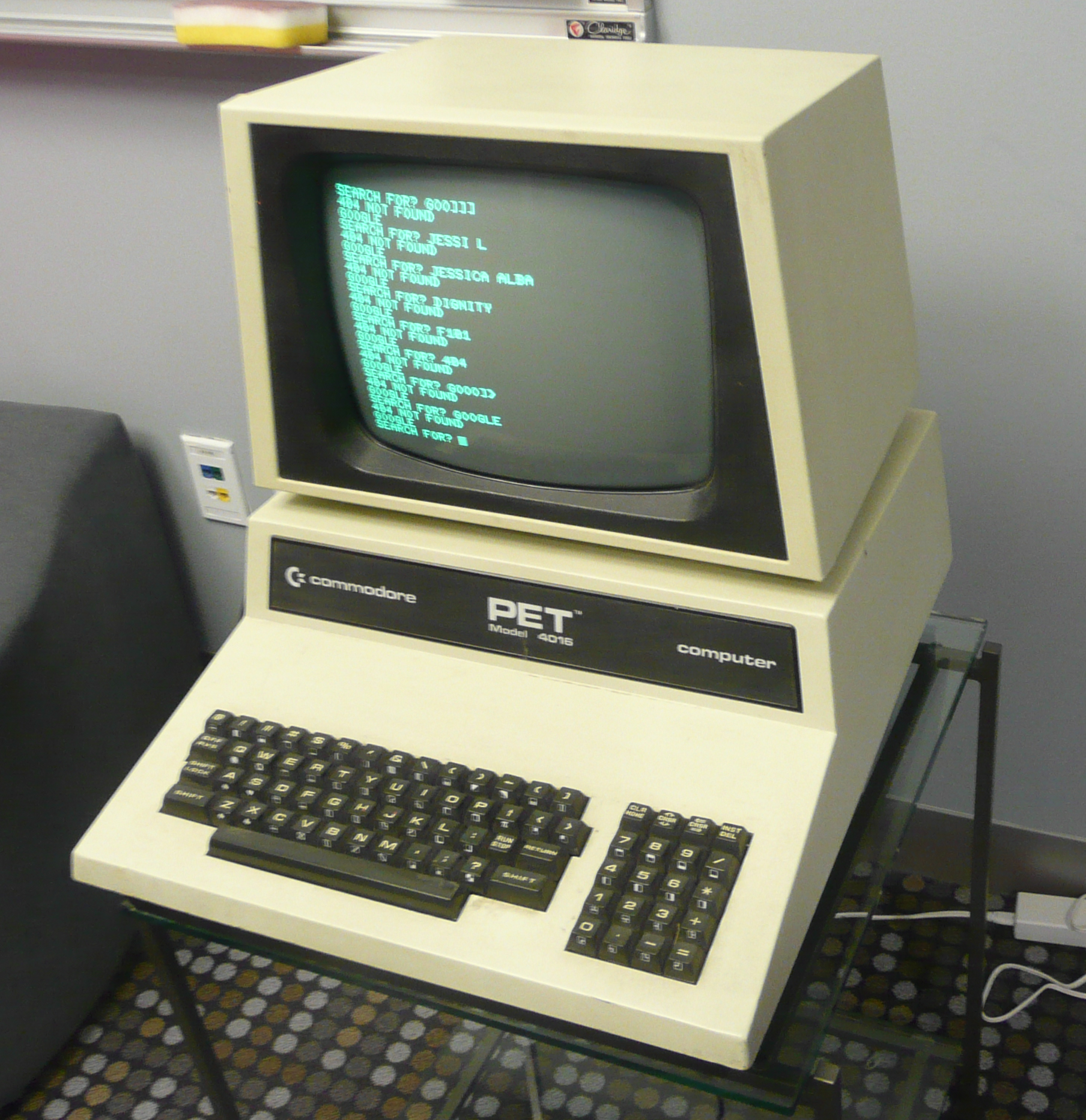
CBM 4016

PET 2001 hade inledningsvis ett speciellt litet 73-knappars tangentbord som påminner om miniräknare och separat numerisk del (en nyhet), men kom 1979 i en specialmodell, PET 200, med hjälp av Porsche Design, med svenskt normalstort tangentbord. Trots klagomål på tangentbordets storlek, var efterfrågan enorm, och fabriken hann inte leverera i takt med beställningarna, så priset fick höjas i en början. Nästa större modell hette CBM 3016/3032 från 1979, och hade ingen inbyggd bandspelare men däremot ett fullstort tangentbord. Fortfarande satt bildskärmen med 40 tecken per rad fast i centralenheten. Namnet ändrades officiellt av upphovsrättsskäl, men datorerna kallades ofta "PET" i alla fall. Likaså efterföljaren PET/CBM 4000-serien med 12-tumsskärm, vilken blev populär som skoldator genom sin robusthet. Så småningom kom modellen 8032 (1981) med möjlighet även till externt tangentbord och 80 tecken per rad på 12-tumsskärm. Den större skärmen ledde emellertid till inkompatibilitet med tidigare 40-teckensprogramvara. Det förekom både kontorstangentbord likt skrivmaskinens, och "programmerartangentbord" med de grafiska symbolerna utsatta. CBM 8000 var den första serien med ljudgenerator, utöver den i föregångare enkla funktionen som kunde generera en summerton.
En specialmodell var SP9000, "SuperPET", som hade en extra processor, Motorola 6809, 96KiB RAM, och användes för programmering av bl.a. Fortran, Pascal och COBOL. Den kostade 2795 USD, och för bättre prestanda krävdes vid den tiden en minidator, som kostade tiotals gånger mera. CBM-II var en serie datorer med höga prestanda baserade på 6509 tänkta att konkurrera med IBM PC, men företaget satsade inte nog för att den skulle bli en kommersiell framgång. Den fanns med hela 128 KiB RAM utbyggbart till 1 MiB, extra plats för 8088/Z80 och stöd för CP/M och MS-DOS.

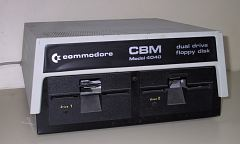
Dubbel diskettstation CBM 4040

Till CBM 8032 kunde man senare köpa en extern hårddisk, Commodore 9060, då kallad "Winchesterdisk" (efter IBM 3340 med 30+30 MiB initialt), fysiskt stor som en skokartong, och med 5 MiB kapacitet. På 1980-talet kostade en CBM 8032 med dubbel extern 5¼-tums diskettstation och matrisskrivare runt 40 000 kronor. Den hade Commodore DOS installerat i diskettstations-ROM och både databasprogram och kalkylprogrammet VisiCalc (föregångare till Microsoft Excel) såldes i paket med datorn.
Datorer kallade "PET" tillverkades till 1981, och nya datorkoncept togs fram, dels för hobbydatormarknaden (ex. VIC-20), med bland annat färggrafik, och succén Commodore 64, dels för att möta konkurrensen från IBM PC. Amiga-serien konkurrerade på bägge marknaderna. Från 1984 till 1993 marknadsfördes Commodore PC såsom PC-10 med 8088-processor till PC-60 med Intel 80386. 1984 lämnade Jack Tramiel företaget och satsade själv på Atari.

## PET i Sverige
PET 2001 började säljas i Sverige i början av 1978 och kostade då 12 000 kronor för modellen med 8 kB RAM.
I Sverige innehades agenturen för PET först av Janic Machine AB, men det var entreprenören Mats Gabrielsson som med sitt företag Datatronic som snart tog hand om PET. Han insåg potentialen, och började att i Sverige utveckla nyttoprogram. Till PET 2001 fanns till och med bokföringsprogram, men då behövde man även en andra bandspelare vid sortering av huvudbok. Insatserna från Gabrielsson och Datatronic var viktiga. Det var de som under kommande år gjorde datorkraften tillgänglig för små företag och startade datoriseringen av Sverige, genom tillgången till färdiga kontorsapplikationer till en överkomlig kostnad, dvs. att man kunde tjäna in investeringen. Tidigare hade tillgängliga mikrodatorer inte varit praktiska för att skapa användarvänliga program för ordbehandling, bokföring, kalkylering m.m., utan snarast förblivit inom sfären för tekniker och datorentusiaster. Olivetti hade gjort ett försök på 1960-talet med Programma 101, men kostnaden (3200 USD, idag 32000 USD) hade hindrat ett generellt genombrott, men 1977 var tekniken mogen för persondatorn, efter uppfinningen av den monolitiska mikroprocessorn. I Sverige kom ABC 80 under PET:s första år och tog med sina svenska program en betydande del av datormarknaden, och blev som inhemsk produkt skoldator på många skolor. Detta bidrog till att PET fick mindre betydelse än i USA, Kanada och Storbritannien.
ABC-klubben sände via närradio i Stockholmsområdet, och sände ut små program. Det var bara att spela in på band, stoppa in i bandspelaren till sin dator och sedan köra.
Ganska snart kom möjlighet att ansluta en station för 5¼ tums floppydisketter. Dock krävde anslutningen av en diskettstation att primärminnet uppgraderades från standardmodellens 4KiB (8KiB) till 32KiB. I det här läget skrev Jörgen Stiernborg ett program för Litteratur & Föreningstjänst så att de kunde samlingsfakturera sina leveranser av litteratur till studiecirklar, främst inom Studiefrämjandet.